# Brendan O’Reilly
Brendan O’Reilly (ur. 19 września 1929 w Granard, zm. 1 kwietnia 2001 w Dublinie) – irlandzki prezenter telewizyjny, dziennikarz i aktor.

## Życiorys
Brendan O’Reilly był prezenterem telewizyjnym irlandzkiego kanału RTÉ Two, w którym prowadził przez dwie dekady program sportowy Sports Stadium, a wcześniej program The Life of O’Reilly. 
W latach 1966–1968 był głównym komentatorem finałowych koncertów Konkursu Piosenki Eurowizji na terenie Irlandii.

## Filmografia
Opracowano na podstawie materiału źródłowego.
- 1971: Flight of the Doves
- 1990: After Midnight
- 1999: Mystic Knights of Tir Na Nog